# Windows CE 4.0
Windows CE 4.0 (также известная как Windows CE .NET) — 32-битная операционная система реального времени с набором средств для создания интеллектуальных компактных устройств. 
Windows CE .NET — дальнейшее развитие системы Windows CE 3.0, с функциями реального времени, новыми мультимедиа и интернет-возможностями, широким набором поддерживаемых устройств и протоколов, а также новыми, средствами разработки приложений.

## Возможности
- Поддержка широкого перечня процессоров: ARM (ARM720T, ARM920T, ARM1020T, StrongARM, XScale), MIPS (MIPS II/32 без FP, MIPS II/32 без FP, MIPS16, MIPS IV/64 с FP, MIPS IV/64 без FP), SuperH (SH3, SH3 DSP, SH4), х86 (486, 586, Geode, Pentium I/II/III/IV)
- Поддержка .NET Compact Framework, стандартный SDK
- Мастер проекта, предоставляющий двенадцать шаблонных устройств
- Технология эмуляции аппаратной платформы на рабочей станции

Windows CE .NET позволяет разрабатывать системы жёсткого реального времени с предсказуемыми производительностью и временем реакции.
Ядро Windows CE .NET обеспечивает:
- одновременное выполнение до 32 процессов,
- 256 уровней приоритетов потока,
- вытесняющую многозадачность,
- карусельное исполнение цепочек с одинаковым приоритетом,
- квант времени исполнения по умолчанию — 100 мс (может быть изменен),
- поддержку вложенных прерываний.

Коммуникационные возможности:
- TCP/IP,
- IPv4,
- NDIS 5.1,
- Winsock 2.0,
- IEEE 802.11,
- IEEE 1394,
- Bluetooth и др.

Мультимедийные возможности включают в себя поддержку следующих стандартов:
- DirectDraw,
- Direct3D,
- DirectDVD,
- DirectMusic 7,
- DirectShow 6.1,
- DirectSound 6.1,
- MIDI, MP3, MPEG1 (воспроизведение файлов),
- DRM (управление цифровыми правами).